# Paris (Mythologie)

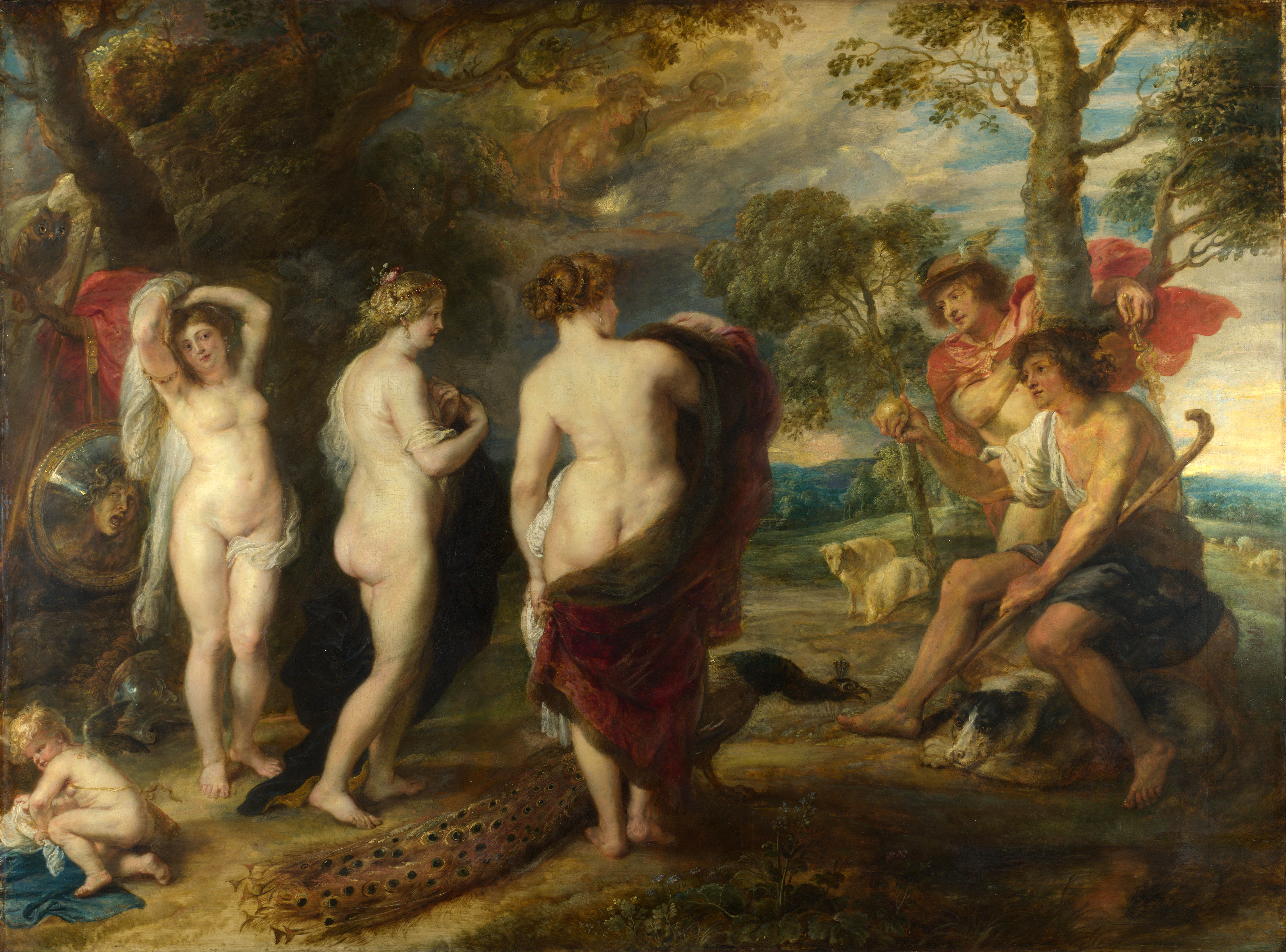
Das Urteil des Paris (Peter Paul Rubens)

Paris (altgriechisch Πάρις Páris [ˈpaːrɪs]) ist in der griechischen Mythologie der Sohn des trojanischen Königs Priamos und der Hekabe. Er ist damit Bruder des Hektor und der Kassandra. Insgesamt hat er mehr als 50 Geschwister und Halbgeschwister. Indem er Helena entführt, löst er den Trojanischen Krieg aus.
Seit Homer trägt er auch den Namen Alexandros, was vermutlich die mit dem Namen Paris verbundene Eigenschaft einem griechischen Publikum erläutern sollte. Das griechische Alexandros bedeutet „der Männerabwehrende“ und ist sein gebräuchlicher Name in den Beischriften der griechischen Vasenmalerei. Hyginus nennt ihn Alexander Paris. Möglicherweise lässt sich die Variante Alexandros mit dem König Alaksandu von Wilusa verbinden, der in einem hethitischen Dokument (CTH 76, Alaksandu-Vertrag) aus dem frühen 13. Jahrhundert v. Chr. vorkommt.

## Mythos

### Die Geburt des Paris und sein Leben bei den Hirten
Hekabe träumt vor der Geburt des Paris, sie gebäre eine Fackel, die Troja in Brand stecken werde. Nachdem sie Priamos von dem Traum erzählt hat, lässt dieser den Aisakos zu sich kommen, der die Fähigkeit besitzt, Träume zu deuten. Aisakos sagt, Hekabe werde einen Sohn gebären, der Trojas Verderben herbeiführen werde. Von dieser Weissagung erschreckt, beschließen Priamos und Hekabe, das Neugeborene auszusetzen. Der Auftrag wird Agelaos, einem Sklaven des Königs, übertragen. Der setzt das Kind auf dem Berg Ida aus; nach einiger Zeit kehrt er jedoch reumütig zurück. Zu seinem Erstaunen findet er das Kind gesund und munter vor: Eine Bärin hat es gesäugt. Agelaos nennt den Jungen Paris und zieht ihn bei sich auf dem Feld und bei den Hirten auf. Paris wächst als Schäfer auf. Mit Erreichen des Mannesalters heiratet er die Nymphe Oinone, eine Tochter des Flussgottes Kebren.

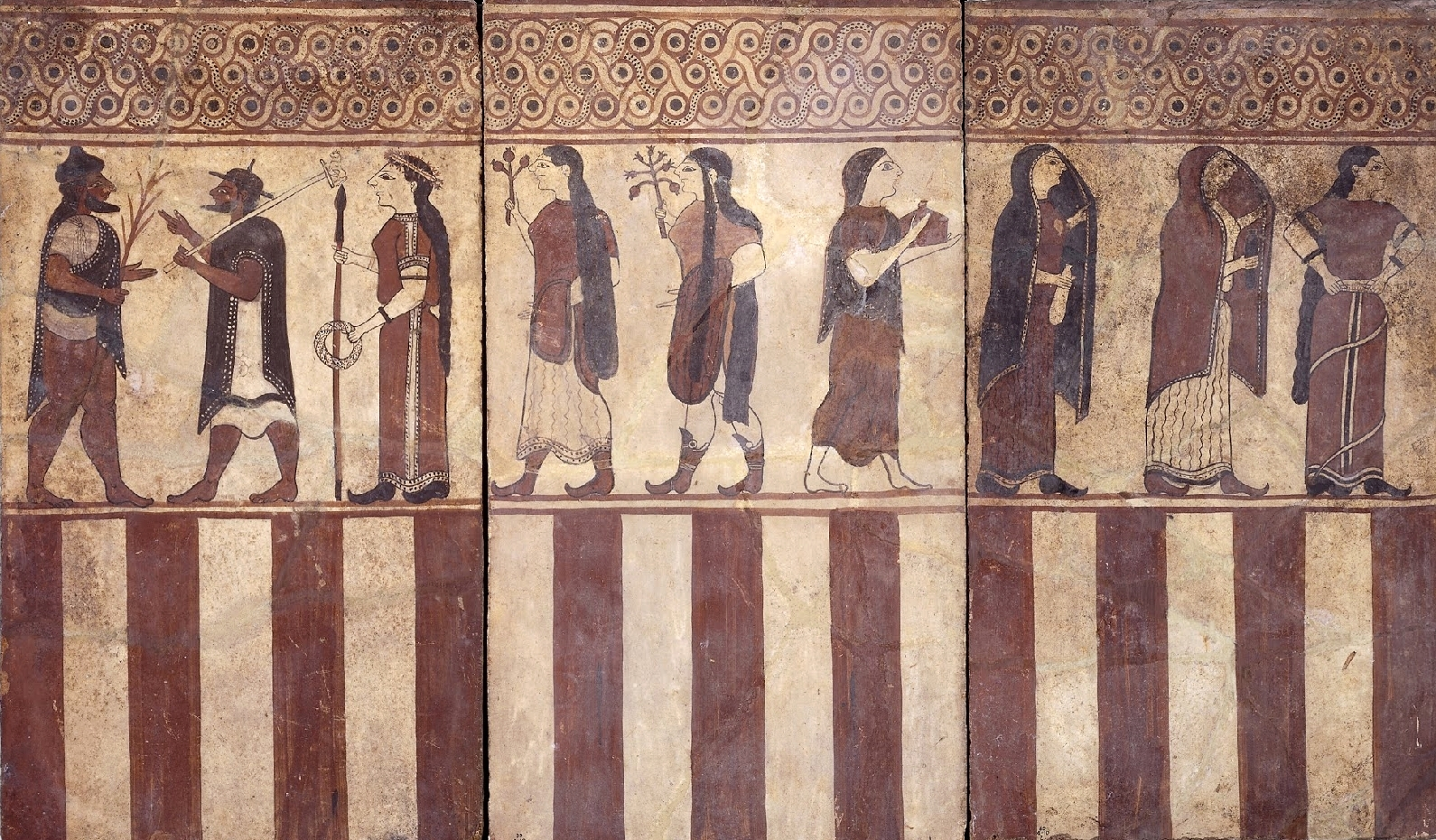
Das Urteil des Paris auf den Boccanera-Platten von Cerveteri (etruskisch, Mitte 6. Jahrhundert v. Chr.). Links außen Paris, daneben Hermes und Minerva, rechts außen Helena mit Dienerinnen bei ihrer Toilette.

### Das Urteil des Paris

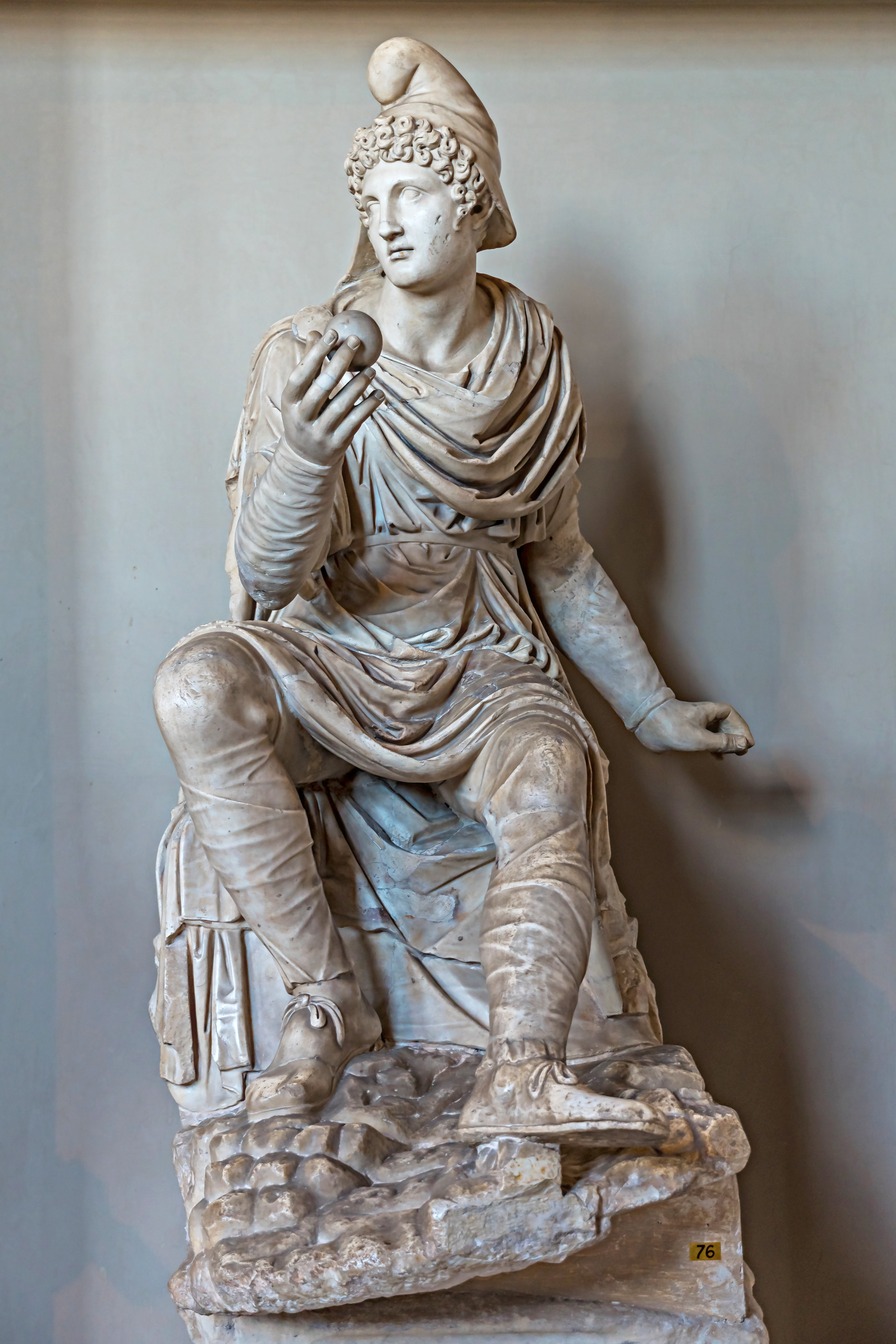
Paris trifft sein Urteil (Römische Statue aus dem 2. Jahrhundert)

Eines Tages erscheint ihm Hermes, der ihn bittet auszuwählen, welche der drei Göttinnen Hera, Athene und Aphrodite die schönste sei, woraufhin diese versuchen, ihn zu bestechen. Paris trifft sein Urteil: Nachdem ihm Hera Macht versprochen hat und Athene Ruhm, entscheidet er sich für Aphrodite, die ihm die Hand der schönsten Frau auf Erden, Helena, der Frau des Menelaos, König von Sparta, versprochen hat. Die anderen beiden Göttinnen sind enttäuscht, Hera schwört Paris und den Trojanern ewige Feindschaft. Ihr Hass trägt zum Untergang Trojas bei und verfolgt den Trojaner Aeneas auch noch auf seinen Irrfahrten. (Siehe Vergils Aeneis)

### Leichenspiele in Troja und Wiedererkennung des Paris
In Troja trauert Hekabe immer noch um den verlorenen Sohn. In ihrem Kummer wendet sie sich an Priamos; der verspricht ihr, Leichenspiele zu Ehren des verlorenen Prinzen zu veranstalten. Als Preis wird ein besonders kraftvoller Stier aus den Herden des Königs auf dem Berg Ida ausgesetzt. Dieser Stier ist jedoch das Lieblingstier des Paris, so dass dieser beschließt, an den Spielen in Troja teilzunehmen, um selbst den Stier zu gewinnen.
Tatsächlich gelingt es Paris, der sich weiterhin für einen einfachen Hirten hält und von den anderen dafür gehalten wird, den Sieg gegen seine Brüder und die stärksten jungen Trojer zu erringen. Paris’ Bruder Deiphobos jedoch will sich mit seiner Niederlage gegen einen Hirten nicht abfinden und möchte ihm am liebsten die Kehle durchschneiden. Aus Furcht vor Deiphobos flieht Paris zum Altar des Zeus. Dort sieht ihn seine Schwester Kassandra, der Apollon die Fähigkeit des Wahrsagens verliehen hatte, und erkennt in ihm den lange für tot gehaltenen Bruder. Als die Eltern hören, dass der verloren Geglaubte wieder aufgetaucht ist, nehmen sie ihn in den Königspalast auf, die Weissagung, Paris werde die Brandfackel Trojas sein, vergessend. Kassandra versucht vergeblich, sie daran zu erinnern; denn Apollon hat sie auch mit dem Fluch belegt, dass niemand ihre Prophezeiungen ernst nimmt.

### Ausfahrt nach Griechenland

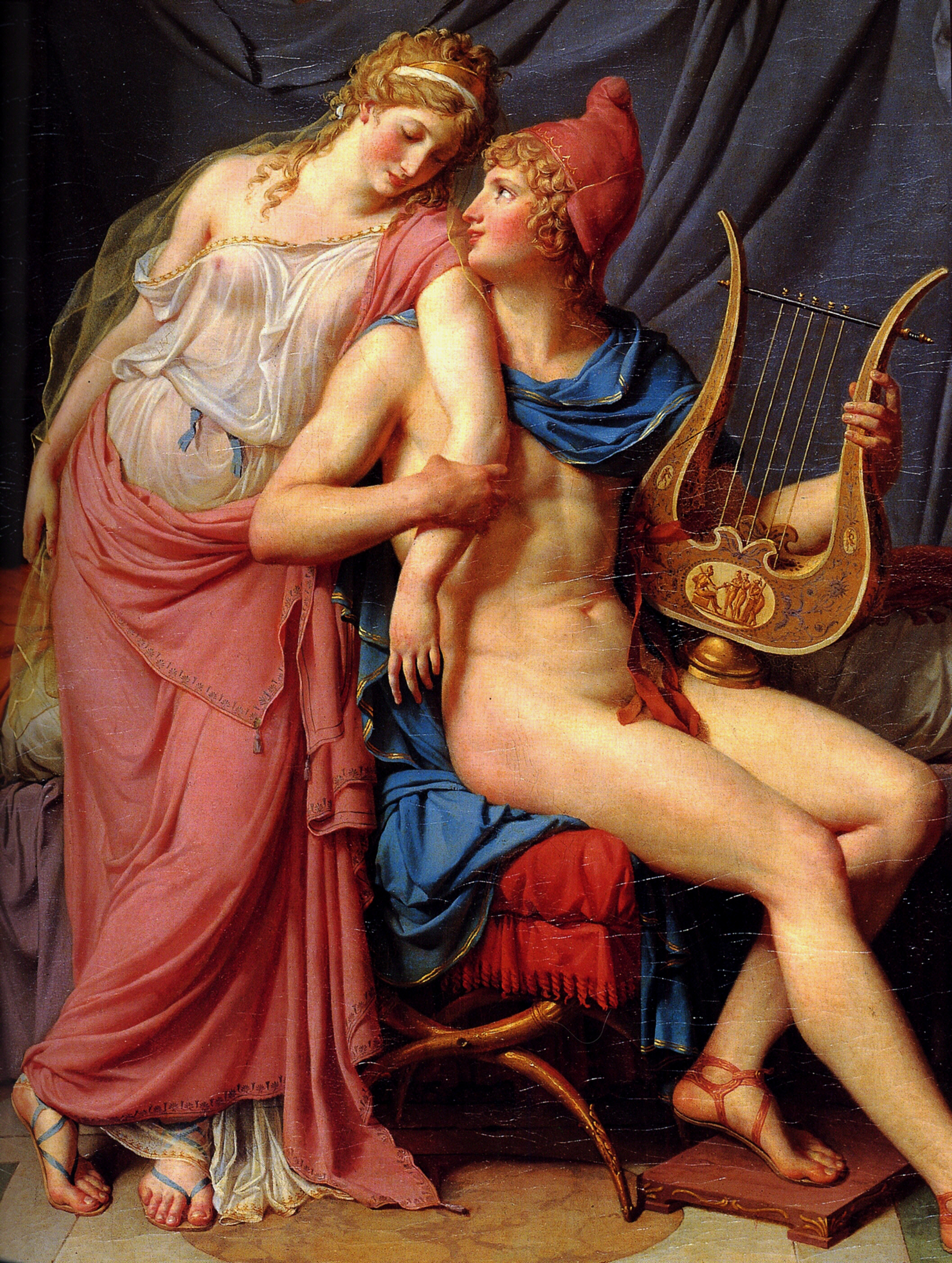
Helena und Paris (Jacques-Louis David)

Priamos war vor langer Zeit von den Griechen die Schwester Hesione geraubt worden. Aphrodite legt Paris in den Sinn, im Rat der Trojer vorzuschlagen, eine Gesandtschaft nach Sparta in Griechenland zu entsenden, die Hesione zunächst friedlich zurückverlangen, notfalls jedoch mit militärischer Gewalt zurückbringen soll. Bei dieser Gelegenheit berichtet Paris von seinem Urteil und davon, dass er nun unter Aphrodites Schutz stehe. Priamos vertraut der Hilfe Aphrodites und willigt in den Plan ein. Zur Gesandtschaft gehören auch Paris und Hektor.
In Sparta begegnet Paris jedoch Helena, die Aphrodite ihm als Gattin versprochen hat. Paris entführt sie, was nicht schwer ist, denn sie hat sich in ihn verliebt, und löst damit, ohne es zu wollen, den Trojanischen Krieg aus. Ethnologisch betrachtet handelte es sich um Brautraub, wie er in vielen Gesellschaften praktiziert und de facto geduldet wurde und bis heute in Hochzeitsbräuchen nachgespielt wird. In einer anderen Sagenversion handelt es sich freilich nur um ein Abbild, das Paris nach Hause führt, während die wirkliche Helena in Sparta verbleibt.

### Kriegserfolge

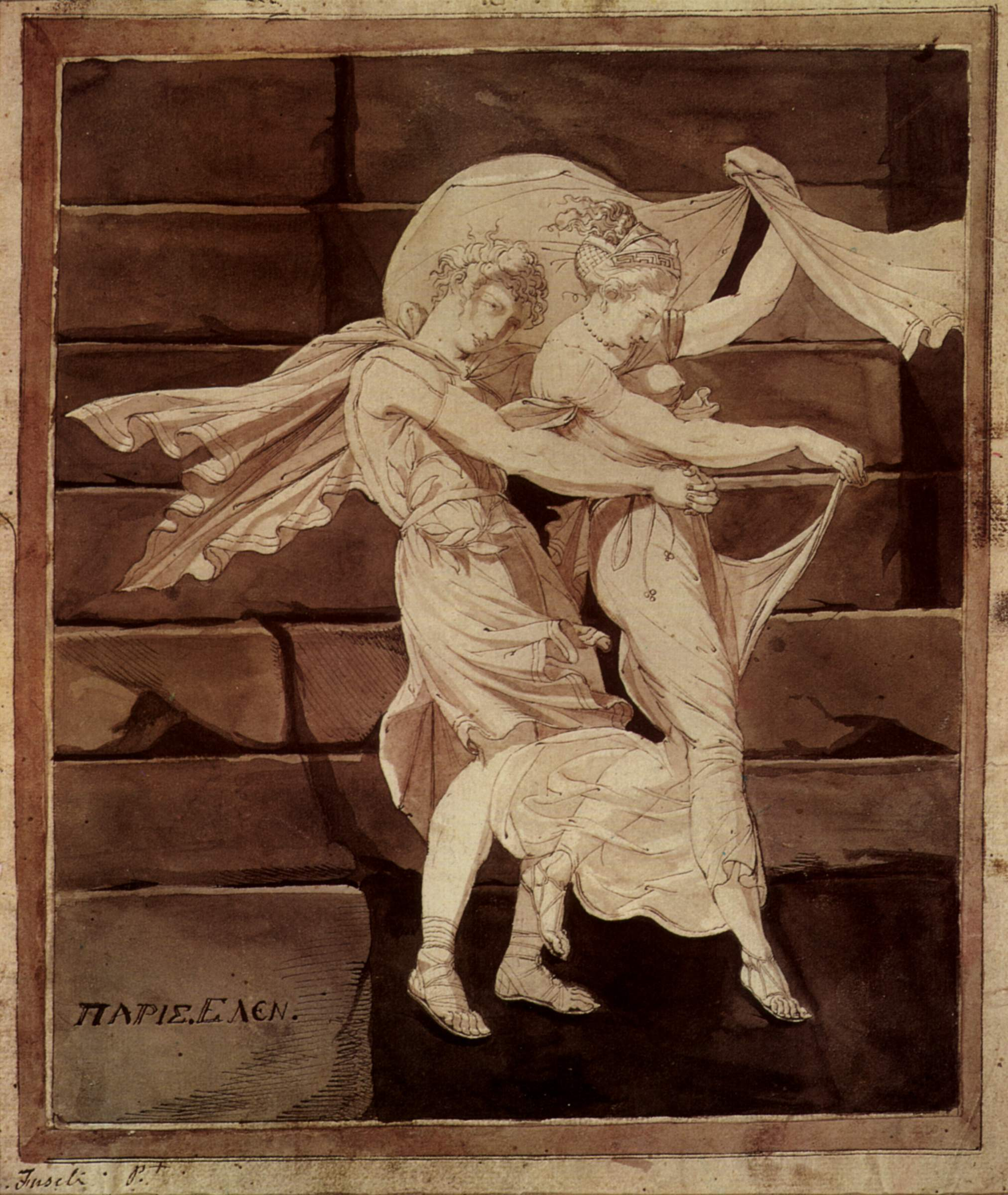
Aphrodite führt Paris zum Duell mit Menelaos (Johann Heinrich Füssli)

Zu großem Ruhm auf dem Schlachtfeld gelangt Paris nicht. Er ist ein guter Bogenschütze, im Kampf Mann gegen Mann versagt er jedoch, so z. B. bei seinem Duell mit Menelaos, dem Gemahl der Helena und König von Sparta, bei dem er von Menelaos fast mit seinem eigenen Helmriemen erdrosselt wird, bis sich Aphrodite selbst einmischt und ihn mit Hilfe einer Wolke in Sicherheit bringt.
In der Ilias wird es zwar nicht direkt herausgearbeitet, da die zentralen Heroen andere sind (Hektor, Achill, Ajax, Diomedes), aber auch Paris ist ein guter Kämpfer. Sein Themenbereich und seine Typisierung ist eine andere als die der anderen Heroen, aber er ist und bleibt ein Heros und ist somit den „Normalsterblichen“ an Kampfkraft immer noch überlegen.
Hektor lobt ihn sogar: „Tor du, schwerlich könnte ein Mann, der billig ist, tadeln, was in der Schlacht du vollbringst, denn du bist tapfer und wehrhaft.“ Er tadelt ihn daraufhin, dass er zu unwillig zum Kämpfen ist, und sagt, dass es ihn traurig stimme, wenn die Trojaner herablassend von Paris sprächen. Auf diese Rede folgt eine kurze Aristie von Hektor und Paris, das heißt, eine Phase, in der sie sehr schnell einige Griechen töten. Diese kurze Phase des ungehinderten Siegens ist weniger ausgearbeitet als andere Aristien, enthält weniger Details und keine einzige Rede und wird schroff von den Göttern beendet. So wird Paris nur kurz als ebenfalls tapferer Heros eingeführt und darf sich seiner Taten kaum so sehr wie die anderen Heroen rühmen. Dies ist die Darstellung von Paris’ Kampfesleistung in der Ilias.
Außerhalb der Ilias gelingt es ihm jedoch, den gefürchteten Achilleus zu töten, der bis auf seine Ferse als unverwundbar gilt. Dies vollbringt Paris mit dem Bogen, wobei ihm Apollon allerdings die Hand führt.

### Paris’ unglückliches Schicksal
Der griechische Bogenschütze Philoktetes besitzt den Bogen und die Pfeile des Herakles, die mit dem tödlichen Gift der Lernäischen Schlange vergiftet sind. Mit zweien dieser Pfeile verwundet er Paris. Leidend schleppt dieser sich auf den Berg Ida zu Oinone, seiner ersten Ehefrau, und bittet sie, ihn mit einem Gegengift, das sie besitzt, zu retten. Aus Zorn darüber, dass er sie einst Helenas wegen verlassen hat, verweigert sie ihm jegliche Hilfe. Qualvoll erliegt Paris seiner Verletzung. Oinone aber wird von Reue, ihm nicht geholfen zu haben, überwältigt; sie lässt einen Scheiterhaufen schichten und springt zu dem geliebten Toten in die Flammen. Helena fällt als Ehefrau an dessen nächst jüngeren Bruder, Deiphobos.